# Shahab Moradi
Shahab Moradi ( /ʃæhɒb_məʊrɒdi/ ; persa, شهاب مرادی ; nacido en Teherán ), es un clérigo, predicador, y profesor universitario iraní. Ha aparecido en diferentes programas de la Radiodifusión de la República Islámica de Irán como experto desde el año 2000.

## Actividades
Moradi es un activista social y del cambio climático, y aboga por la expansión de los espacios verdes mediante la plantación de árboles y el ahorro de recursos naturales mediante la promoción del nivel científico de la gestión de cuencas hidrográficas y, junto con los estudiantes, la plantación anual de árboles en las afueras de la ciudad de Teherán en el Día del Árbol.
Moradi ha dado discursos en varias universidades iraníes y sitios religiosos como el Santuario de Fátima Masumeh, el Santuario de Imam Reza y Shah Cheragh, y ha dado discursos internacionales. el Elogió en los funerales del actors como Khosrow Shakibaei, el cantante Morteza Pashaei,  el ecologista Mohammad Ali Inanloo, y el militar iraní Qasem Soleimani . También dio un discurso Después del terremoto en Kermanshah, Irán.
Shahab Moradi es el fundador de una organización no gubernamental llamada madar-e-mehraban (/mɒdær-e-mehræbɒn/; persa: مادر مهربان), conocida como mmcharity para alimentar a los niños necesitados.